# Child 44
Child 44 is een Amerikaans-Britse film uit 2015 onder regie van Daniel Espinosa en gebaseerd op het gelijknamig boek uit 2008 van Tom Rob Smith. 

## Verhaal
In de jaren 1950 in de Sovjet-Unie tijdens het Stalin-regime onderzoekt de idealistische veiligheidsfunctionaris Leo Demidov (Tom Hardy) een reeks kindermoorden. De staat ontkent het bestaan van een kindermoordenaar, laat staan een seriemoordenaar in de Sovjet-Unie omdat voor hen enkel kapitalisme seriemoordenaars kan creëren, wat bij het communisme dus onmogelijk is. Demidov wordt gedegradeerd en verbannen maar beslist om samen met zijn vrouw (Noomi Rapace) de zaak te blijven onderzoeken.

## Rolverdeling
| Acteur               | Personage         |
| -------------------- | ----------------- |
| Tom Hardy            | Leo Demidov       |
| Noomi Rapace         | Raisa Demidova    |
| Joel Kinnaman        | Vasili Nikitin    |
| Gary Oldman          | Generaal Nesterov |
| Vincent Cassel       | Majoor Kuzmin     |
| Jason Clarke         | Anatoly Brodsky   |
| Josef Altin          | Alexander         |
| Sam Spruell          | dokter Tyapkin    |
| Ned Dennehy          | Lijkschouwer      |
| Fares Fares          | Alexei Andreyev   |
| Nikolaj Lie Kaas     | Ivan Sukov        |
| Agnieszka Grochowska | Nina Andreyeva    |
| Tara Fitzgerald      | Inessa Nesterova  |

## Productie
Het filmen begon in juni 2013 in Tsjechië (Praag, Ostrava en Kladno). De film kreeg een matige tot negatieve beoordeling van de filmcritici maar deed het heel goed aan de kassa’s tijdens het openingsweekend 17-19 april in de Verenigde Staten. De film werd verboden in de filmzalen in Rusland, Wit-Rusland, Oekraïne, Kazachstan en Kyrgyzstan omdat het ongepast gevonden werd om deze film te vertonen net voor de zeventigste verjaardag van de Dag van de Overwinning. 